# 電気工事業の業務の適正化に関する法律
電気工事業の業務の適正化に関する法律（でんきこうじぎょうのぎょうむのてきせいかにかんするほうりつ、昭和45年5月23日法律第96号）は、電気工事業に関する日本の法律である。略称：電気工事業法。
これに電気事業法、電気用品安全法、電気工事士法を加え、慣例的に電気保安四法と呼ぶ。監督官庁は経済産業省商務情報政策局産業保安グループである。

## 構成
- 第1章 - 総則（第1条・第2条）
- 第2章 - 登録等（第3条―第18条）
- 第3章 - 業務（第19条―第26条）
- 第4章 - 監督（第27条―第31条）
- 第5章 - 雑則（第32条―第35条）
- 第6章 - 罰則（第36条―第42条）
- 附則

## 概要
本法は特定業務の適正化を図るための法律の一つであり、第1条（目的）に
この法律は、電気工事業を営む者の登録等及びその業務の規制を行うことにより、その業務の適正な実施を確保し、もつて一般用電気工作物及び自家用電気工作物の保安の確保に資することを目的とする。
とあるように、電気工事士法が電気工事を行う電気工事士個人に対して適正な電気工事を行うよう指導監督する法律であるが、本法は電気工事を業とする事業者（法人・個人事業主）に対して適正な電気工事を行うよう指導監督する法律である。
この法律は、電気工事を行う電気工事士が一般的に電気工事業者の従業員であることから、電気工事士を雇用する側である電気工事業者を指導監督し、その業務を規制することにより、電気工事士法との相互補完の関係でより一層の電気保安体制を確立することを目的とし制定された。
- 電気工事業者の許認可、及び罰則（第三条～第十八条）
- 主任電気工事士の設置と職務（第十九条、第二十条）
- 電気工事士でない者を電気工事の作業に従事させることの禁止（第二十一条）
- 電気工事を請け負わせることの制限（第二十二条）
- 電気用品の使用の制限（第二十三条、電気用品安全法に準拠した製品の使用義務）
- 器具の備え付け（第二十四条、絶縁抵抗計その他の経済産業省令で定める器具の設置義務）
- 標識の掲示（第二十五条）
- 帳簿の備え付け等（第二十六条）
- 建設業者[2]に対する特例（第34条、建設業法との二重規制を避けるため）

などが定められている。